# Jordens magnetfält

Skillnaden i orientering mellan den geomagnetiska (N_{m}) och geografiska (N_{g}) nordpolen

Jordens magnetfält kan modelleras av en magnetisk dipol placerad i jordens medelpunkt. Där dipolens axel träffar jordytan ligger jordens geomagnetiska poler. Som visas i figuren skiljer sig de geomagnetiska polerna från de geografiska polerna, som definieras av jordens rotationsaxel. Avvikelsen uppgår till omkring 9,6 grader.
Dipolmodellen för jordens magetfält är inte perfekt, och de geomagnetiska polerna skiljer sig därför från jordens magnetiska poler. De definieras som de punkter på jordytan, där magnetfältet är vertikalt. De magnetiska polerna är inte antipodiska, och en rät linje mellan dem går därför inte genom jordens medelpunkt. Däremot kan de magnetiska polerna bestämmas genom mätningar på jordytan, vilket inte är möjligt för de geomagnetiska. Dessa är i stället framräknade ur satellitmätningar av jordens yttre magnetfält.
Rent fysikaliskt är den magnetiska pol som finns nära nordpolen en magnetisk sydpol, eftersom en magnetisk nordpol dras mot den. Av samma anledning finns i fysikalisk mening jordens magnetiska nordpol vid sydpolen. I dagligt tal menar man dock magnetpolen vid nordpolen om man säger "magnetiska nordpolen" och tvärtom.
Fältets existens kan troligen förklaras med dynamoteori. Det magnetiska fältet sträcker sig tiotusentals kilometer ut i rymden och bildar där magnetosfären.

## Fältets karaktär
Jordens magnetfält liknar fältet från en magnetisk dipol (exempelvis en stavmagnet), men denna likhet är bara ytlig. Magnetfältet hos en stavmagnet, eller någon annan typ av permanentmagnet, skapas av ordnade spinn hos järnatomerna. Jordens kärna, däremot, är varmare än 1 043 K, vilket är curietemperaturen då spinnet hos järnatomerna blir slumpmässiga, och materialet saknar permanent magnetfält. Jordens magnetfält orsakas därför inte av magnetiserat järn utan istället av elektriska strömmar i den flytande yttre delen av kärnan.
Ett annat fenomen, som skiljer jordens magnetfält från en stavmagnets fält, är magnetosfären. På stora avstånd (flera gånger jordens diameter) blir effekter av magnetfältets växelverkan med solvinden viktiga, med resultat att magnetfältet stängs in i en sorts bubbla, magnetosfären, som är hoptryckt på dagsidan (sidan mot solen) och utdraget till en lång svans på nattsidan. Elektriska strömmar som induceras i jonosfären genererar också magnetfält. Sådana fält genereras olika på dagsidan och nattsidan, vilket orsakar dagliga variationer, som kan avlänka ytans magnetfält med så mycket som en grad.

## Variationer i magnetfältet
Styrkan hos magnetfältet vid jordytan varierar mellan mindre än 30 μTesla (0,3 gauss) i bland annat Sydamerika och Sydafrika till mer än 60 μT (0,6 G) i närheten av polerna, till exempel i norra Kanada, södra Australien och i delar av Sibirien.
Genom att använda magnetiska instrument, som utvecklades under andra världskriget för att upptäcka ubåtar, har magnetfältet på botten av världens oceaner kartlagts. Basalten, den järnrika, vulkaniska berggrund som utgör havsbotten, innehåller ett starkt magnetiskt material (magnetit) och kan lokalt störa kompasser. Denna störning upptäcktes redan under sent 1700-tal av isländska sjömän. Viktigare är dock att närvaron av magnetit ger basalten mätbara magnetiska egenskaper, som ger ett nytt sätt att studera havsbotten. När nybildad basalt svalnar kan de magnetiska egenskaperna hos jorden mätas.

### Omkastning av de magnetiska polerna
Baserat på studier av lavaformationer på Hawaii, har man föreslagit att jordens magnetfält kastas om i intervaller. Dessa intervall kan vara mellan tio tusen och flera miljoner år, med ett medelintervall på ungefär 250 000 år. Den senaste omkastningen ägde rum för cirka 780 000 år sedan. Mätningarna har utförts på skiktad järnrik lava som visar vilket håll magnetfältet pekade åt när de svalnade. Mätningarna har visat att magnetfältet har kastats om flera gånger i historien.
Det finns ingen teori som förklarar hur omkastningar har gått till. Några forskare har skapat modeller för jordens kärna, där magnetfältet bara är kvasistabilt och polerna kan spontant ändra orientering över en period på några hundra eller några tusen år. Dynamon drivs av konvektion som sannolikt har radioaktivt sönderfall som värmekälla, så att kärnreaktioner skulle vara orsaken till förändringen av magnetfältet.

### Magnetfältets avtagande
Styrkan hos jordens magnetfält mättes för första gången 1835 av Carl Friedrich Gauss och har mätts många gånger sedan dess, och man har sett att dipolfältets styrka har klingat av med ungefär 15 % sedan dess. Men avtagandet är inte jämnt. Det finns "magnetic jerks", "magnetiska stötar", där takten av magnetfältets förändringar ändrar sig, till exempel år 1969 och 1991. Man kan också se längre tillbaka i historisk tid genom att studera termomagnetiska egenskaper av gammal keramik. Dessa arkeomagnetiska data verkar visa relativt snabba fluktuationer i lokala magnetfält.

## Polarsken
Jordens magnetfält skyddar jordytan från strålningen från solen. Strålningen avlänkas mot polerna och ger där upphov till norrskenet i närheten av nordpolen och söderskenet vid sydpolen.